# Australia en los Juegos Olímpicos de Sapporo 1972
Australia estuvo representada en los Juegos Olímpicos de Sapporo 1972 por cuatro deportistas masculinos que compitieron en dos deportes.
El equipo olímpico australiano no obtuvo ninguna medalla en estos Juegos.